# Résolution 824 du Conseil de sécurité des Nations unies
Membres permanents
- Chine
- États-Unis
- France
- Royaume-Uni
- Russie

Membres non permanents
- Brésil
- Cap-Vert
- Djibouti
- Espagne
- Hongrie
- Japon
- Maroc
- Nouvelle-Zélande
- Pakistan
- Venezuela

Résolution no 823 Résolution no 825
La résolution 824 du Conseil de sécurité des Nations unies, adoptée à l'unanimité le 6 mai 1993, après avoir examiné un rapport du secrétaire général Boutros Boutros-Ghali conformément à la résolution 819 (1993), le Conseil a discuté du traitement de certaines villes et environs comme « zones de sécurité » en Bosnie-Herzégovine, lors des guerres de Yougoslavie.
La pratique du nettoyage ethnique a été une fois de plus condamnée, ainsi que les entraves à l'acheminement de l'aide humanitaire aux zones touchées, tandis que le conseil a exprimé sa préoccupation face aux déplacements massifs de population dans la région. Les attaques menées par des paramilitaires serbes de Bosnie contre plusieurs villes bosniaques ont également suscité l'inquiétude du Conseil de sécurité. Il a indiqué que le caractère singulier de la ville de Sarajevo en tant que centre multiculturel, multiethnique et plurireligieux illustrait la viabilité de la coexistence et des relations entre toutes les communautés de Bosnie-Herzégovine, et a réaffirmé la nécessité de la préserver et d'éviter qu'elle ne souffre des destructions supplémentaires.
Agissant en vertu du chapitre VII de la Charte des Nations unies et rappelant les dispositions de la résolution 815 (1993) sur le mandat de la Force de protection des Nations unies (FORPRONU), la résolution exigeait que cesse la prise de territoire par la force. Elle a également déclaré que Sarajevo, Tuzla, Žepa, Goražde, Bihać ainsi que Srebrenica seraient traitées comme des zones sûres par toutes les parties concernées, à l'abri des attaques hostiles. Le Conseil a également exigé que les attaques cessent, que les forces serbes de Bosnie se retirent et qu'elles permettent un accès sans entrave à la FORPRONU et aux organisations internationales. Toutefois, il n'est pas fait mention de mesures coercitives si ces dispositions ne sont pas appliquées. 
Les effectifs de la FORPRONU furent renforcés par 50 observateurs militaires supplémentaires ainsi que par du matériel militaire et un soutien logistique. Le résolution exigeait que toutes les parties coopèrent avec cette force de maintien de la paix. Le secrétaire général a également été chargé de surveiller la situation humanitaire en Bosnie-Herzégovine.
La résolution 824 concluait en déclarant que des mesures supplémentaires seraient prises si l'une des parties ne mettait pas en œuvre cette résolution et que les dispositions de cette dernière resteraient en vigueur jusqu'à ce que les hostilités cessent, que les troupes se séparent et que la supervision des armes lourdes soit mise en place. 

## Voir également
- Guerre de Bosnie-Herzégovine
- Dislocation de la Yougoslavie
- Guerres de Yougoslavie